# Американское общество маммологов
Американское общество маммологов (англ. American Society of Mammalogists, ASM) — научное общество, основанное в 1919 году. Заявленной целью общества является поощрение интереса к изучению млекопитающих. В организации состоит около 2 500 членов, в том числе и многие профессиональные териологи.
ASM отвечает за издание журналов Journal of Mammalogy и Mammalian Species, а также Special Publications и Society Pamphlets.

## Mammal Images Library
В 1997 году Американское общество маммологов начало некоммерческую образовательную программу Mammal Images Library («Библиотека изображений млекопитающих)». В 2004 году все имевшиеся на тот момент фотографии были отсканированы и перенесены в онлайн-галерею. На сегодняшний день библиотека изображений содержит более 6 000 фотографий млекопитающих, относящихся более чем к 2000 биологическим видам.

## ASM Mammal Diversity Database
База данных Американского общества маммологов (ASM Mammal Diversity Database, MDD), созданная в 2018 году, в настоящее время содержит информацию о более чем 6 500 видах млекопитающих. MDD позиционирует себя как преемник справочника Mammal Species of the World, третье и последнее издание которого было опубликовано в 2005 году. База данных обновляется на постоянной основе и обобщает наиболее актуальные сведения о таксономии млекопитающих.
В научной статье 2018 года данные MDD использовались для оценки изменений в таксономии млекопитающих, произошедших за последние 13 лет.